# Blåmannsisvatnet
Blåmannsisvatnet är en 4,28 km2 stor sjö som ligger 935 m ö.h. i Skagmadalen i Fauske kommun i Norge. Tillflöden är smältvatten från Norges femte största glaciär Blåmannsisen som även har en glaciärtunga i sjöns sydvästra del. Sjön avvattnas av Duvggejåhkå som mynnar i Virihávrre i Sverige och ingår i Luleälvens huvudavrinningsområde. Avrinningsområdet uppströms Blåmannsisvatnet är 23,52 km2 stort.
Skagmadalen där sjön ligger är en karg dal avgränsad av berg i öster och väster. Blåmannsisvatnet sträcker sig vidare åt nordöst via ett smalt sund, men delen norr om sundet räknas som en egen sjö av Norges vassdrags- og energidirektorat. Den sjön saknar namn och har en area på 1,65 km2.
Ovanligt nog saknar sjön numera ett samiskt namn. På det norska kartbladet L.13 från 1910 står det dock Olmaiallojiegŋajavrre, vilket med nuvarande lulesamisk ortografi blir Ålmåjalosjiegŋajávrre - efter Ålmåjalosjiegŋa, det lulesamiska namnet på Blåmannsisen.  

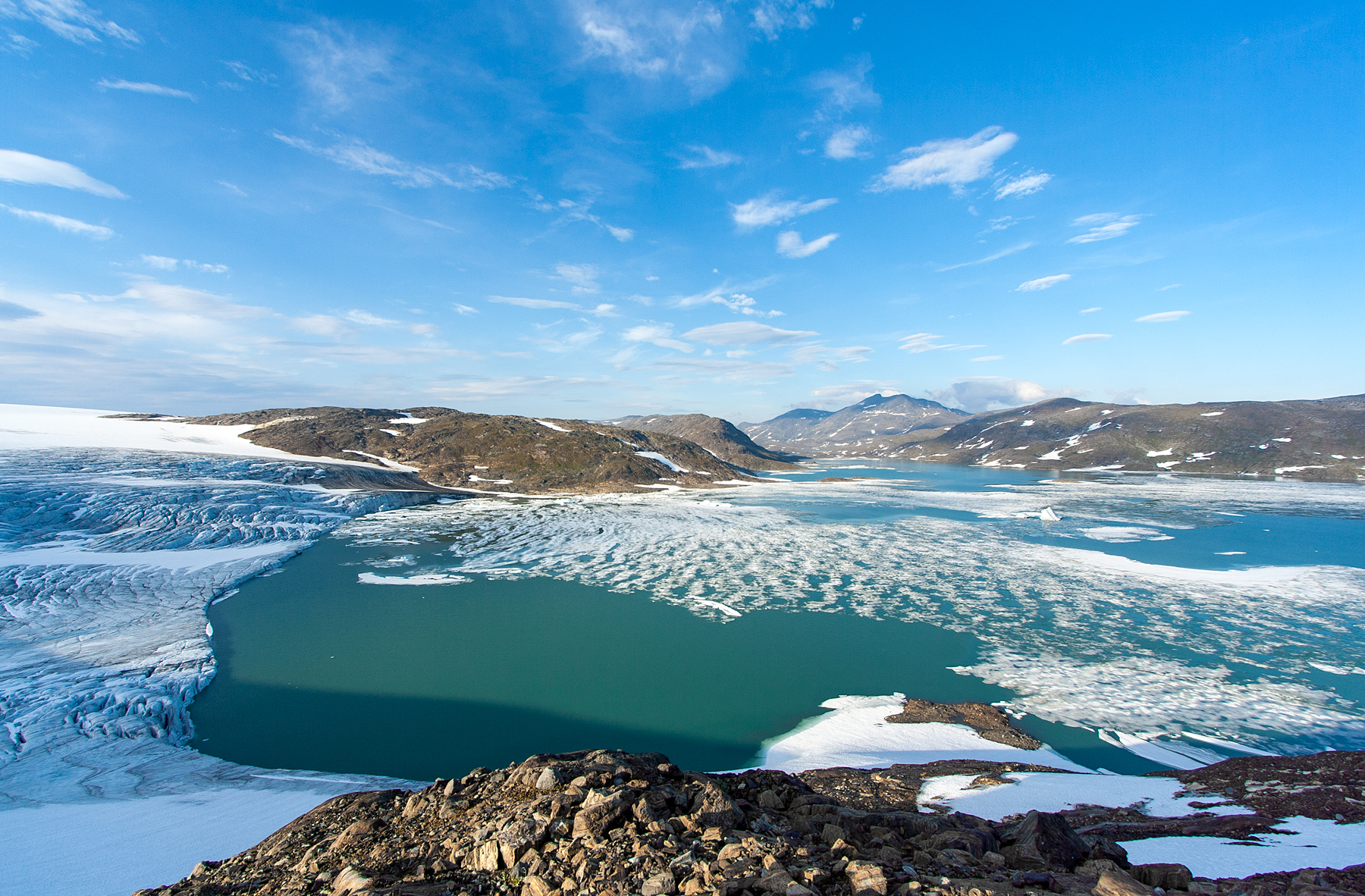
Blåmannsisvatnet - vy mot norr.
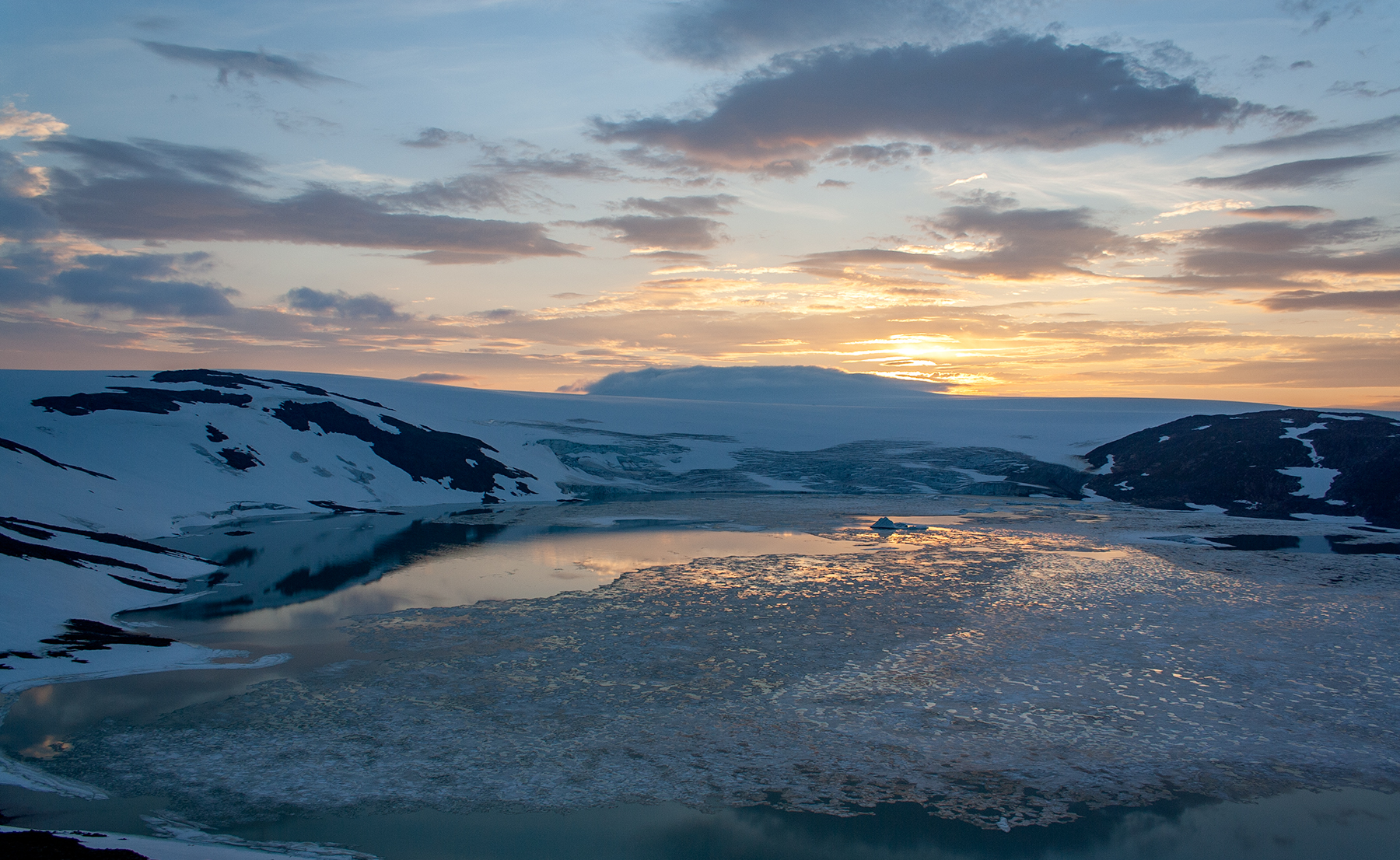
Blåmannsisvatnet och Blåmannsisen - vy mot väster.
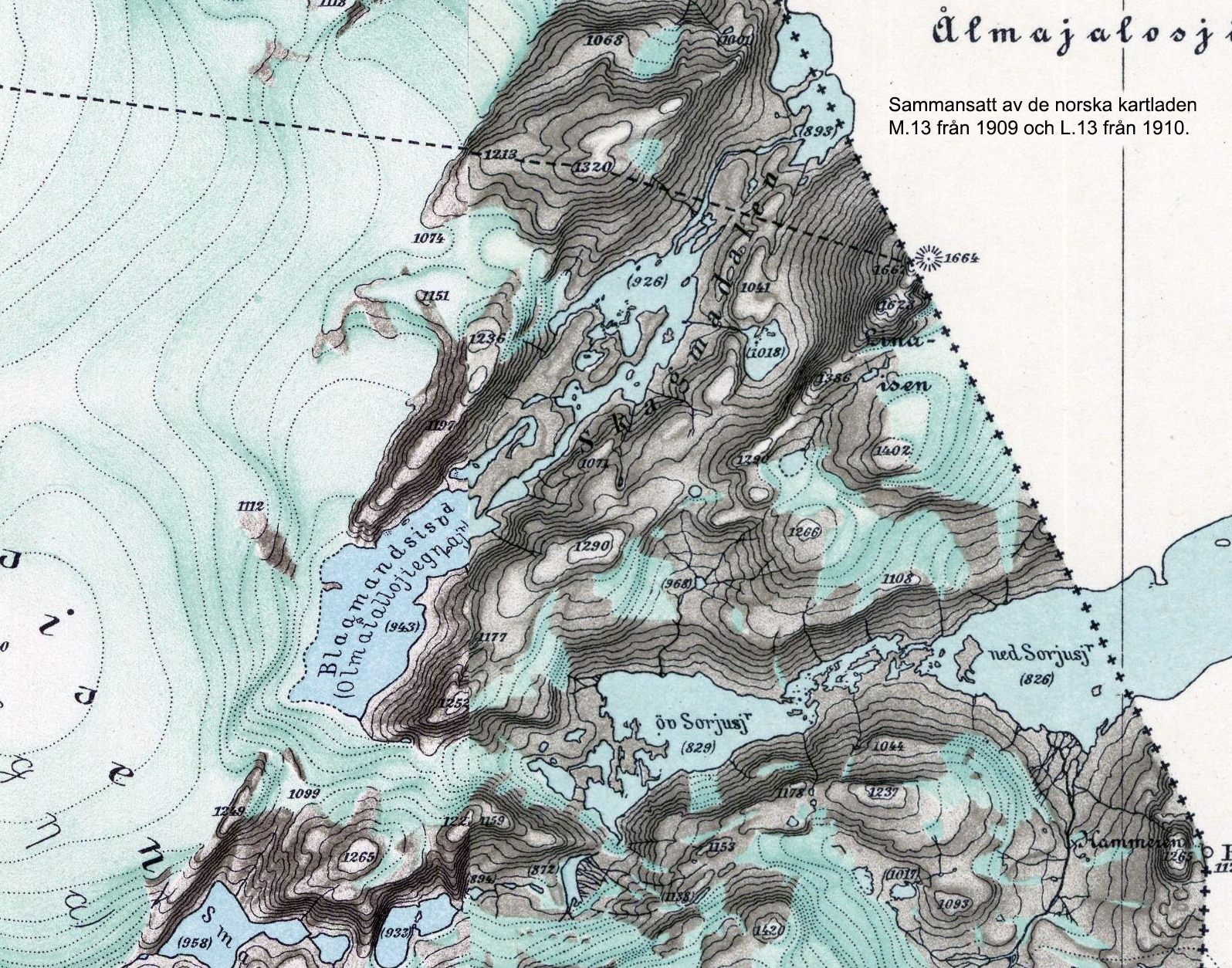
Kartan över Skagmadalen från 1910 visar att Blåmannsisvatnet då hade ett samiskt namn.